# استیرمن کلودبوی
استیرمن مدل ۶ کلودبوی یک هواپیمایِ دوبالِ آموزشیِ آمریکایی مربوط به دهه ۱۹۳۰ بود که توسط شرکت هواپیماسازی استیرمن ویچیتا، کانزاس طراحی و ساخته شد.

## کاربران
ایالات متحده آمریکا
سپاه هوایی نیروی زمینی ایالات متحده

## مشخصات فنی (YPT-9B)
داده‌ها از United States Military Aircraft since 1909
ویژگی‌های عمومی
- خدمه: ۲
- طول: ۲۴ فوت ۸ اینچ (۷٫۵۲ متر)
- پهنای بال: ۳۲ فوت ۰ اینچ (۹٫۷۶ متر)
- ارتفاع: ۹ فوت ۷ اینچ (۲٫۹۲ متر)
- مساحت بال‌ها: ۲۷۲ فوت مربع (۲۵٫۳ متر مربع)
- وزن ناخالص: ۲٬۸۱۴ پوند (۱٬۲۷۹ کیلوگرم)
- پیشرانه: ۱ عدد  موتور Lycoming R-680-3, 200 hp (149 kW)

عملکرد
- حداکثر سرعت: ۱۳۵ مایل بر ساعت (۲۱۷ کیلومتر بر ساعت، ۱۱۷ گره)
- بُرد: ۴۹۰ مایل (۷۸۹ کیلومتر، ۴۳۰ مایل دریایی)
- حداکثر ارتفاع: ۱۷٬۰۰۰ فوت (۵٬۱۸۳ متر)
- نرخ صعود: ۱٬۰۵۰ فوت بر دقیقه (۵٫۳ متر بر ثانیه)

## یادداشت
1. ↑  Swanborough and Bowers 1963, p. 441.